# Catalpa bignonioides
L'albero dei sigari (Catalpa bignoniodies Walter) è una specie di catalpa originaria dell'America settentrionale.

## Descrizione
Si tratta di un albero caducifoglio alto fino a 18 m. Gli esemplari adulti hanno rami patenti, con tronco robusto, squamoso, di color bruno pallido.
Le foglie cuoriformi, opposte e spesso verticillate, sono di color porpora da giovani, diventando poi verdi o verdoline, lunghe 10–20 cm, leggermente tomentose o quasi glabre sulla parte superiore.
Produce infiorescenze erette a pannocchia conica, di 15–20 cm con fiori a tubo, bianchi,  dal diametro di 4–5 cm.
I frutti che contengono i semi sono costituiti da delle specie di baccelli molto stretti e lunghi fino a 40 cm, che pendono dalle estremità dei rami e persistono durante la stagione fredda, quando l'albero è spoglio.

## Cultivar
C. bignonioides ‘Aurea’ ha le foglie gialle.

## Naturalizzazione
Si è diffuso nell'Europa meridionale come albero ornamentale (anche per viali) e in qualche caso è sfuggito alla coltivazione.